# Automatic Terminal Information Service
Automatic Terminal Information Service (ATIS) är ett meddelande som automatiskt skickas ut från flygplatsens flygledartorn. 
I meddelandet så berättas det bland annat om temperatur, vind och lufttryck.

## Exempel
| Meddelande                                                   | Förklaring/översättning                                                   |
| ------------------------------------------------------------ | ------------------------------------------------------------------------- |
| Landvetter ATIS Tango at 1420.                               | Information T (Tango) tid 14.20 Zulu                                      |
| ILS approach runway 21                                       | ILS inflygning bana 21                                                    |
| Time 1230 runway, taxiway and apron wet, braking action good | Klockan är 12:30, landningsbana, taxibana och apron blöt, bromsverkan god |
| Transition level 55                                          | Genomgångsnivå 55                                                         |
| Met report Wind 240 degrees 11 knots                         | Vind 240°, 11 knop                                                        |
| Visibility 10 kilometres                                     | Sikt 10 kilometer                                                         |
| Clouds broken 800 feet                                       | Brutna moln vid 800 fot                                                   |
| Temperature niner (9 grader)                                 | 9 °C                                                                      |
| Dew point 8                                                  | Daggpunkt vid 8 °C                                                        |
| QNH 1004 hectopascal                                         | Lufttryck                                                                 |
| Landvetter ATIS tango                                        | Slut på meddelandet                                                       |